# Marguerite Léna
Pour les articles homonymes, voir Léna (homonymie).
Marguerite Léna (née en 1939) est une philosophe française spécialiste des questions d'éducation. Elle a été l'étudiante du philosophe Paul Ricœur. Elle est membre de la communauté apostolique Saint-François-Xavier.

## Parcours
Agrégée de philosophie, elle a enseigné en classes préparatoires (hypokhâgne) au lycée Sainte-Marie de Neuilly de 1971 à 2003. Outre de nombreux articles, elle a publié L'Esprit de l'éducation et Le Passage du Témoin. Elle participe au comité de rédaction de la revue Christus.
Elle a demandé à ceux qui sont considérés comme des « maîtres » de raconter leur formation et de rendre hommage à un maître dont ils ont reçu l’enseignement. Cela a donné lieu à un livre, Honneur aux maîtres, auquel ont participé notamment Paul Ricœur et Emmanuel Levinas.
Marguerite Léna a été nommée expert au « synode sur la Parole de Dieu » qui s'est tenu à Rome au mois d'octobre 2008.
Philosophe reconnue, spécialiste de l'éducation, elle enseigne en 2013 au collège des Bernardins, à Paris.

## Pensée
L’œuvre philosophique de Marguerite Léna se situe dans le sillage de la philosophie française de la réflexion, telle qu’elle se déploie de Descartes à Nabert et de Maine de Biran à Gabriel Marcel. L’agir éducatif est l’acte initial sur lequel va s’exercer la réflexion. Il s’agit de décrire « la consistance anthropologique propre de l’agir éducatif » (L’Esprit de l’Éducation, p. 19). Car, « prenant en charge et mettant en œuvre une figure de l’homme, [l’éducation] engage nécessairement une philosophie de l’homme ». La recherche de Marguerite Léna « s’efforce d’aborder l’acte d’éducation par ses fondations philosophiques et théologiques ». L’enjeu de toute l’œuvre peut être ressaisi en une question unique : qu’est-ce que l’homme ?
Il faut distinguer l’agir éducatif des autres modes de l’agir, à savoir le schème technique qui pense l’action en termes de maîtrise opératoire, la relation politique qui tente de surmonter la violence par un contrat de reconnaissance entre des libertés et l’exigence éthique qui demande de répondre de ses actes propres devant autrui au nom de l’humanité de l’homme. En effet, l’éducation est « une expérience originale de l’action ». C’est « la lente et progressive conquête, par l’enfant, de son humanité ». Et pour celui dont c’est la tâche, comme le suggère l’étymologie, c’est « mener l’homme vers sa manifestation ». Envisager la relation éducative, c’est immédiatement poser une relation entre deux libertés, dont l’une est en puissance et l’autre en acte. Car cette relation a pour caractéristique d’être foncièrement inégale. Cette inégalité de fait est une différence de savoir et de pouvoir, d’expérience et de responsabilité. Marguerite Léna va montrer que « c’est dans le creuset de cette différence, dans le champ de forces et d’échanges qu’elle crée, que peut et doit s’opérer la lente et progressive conquête, par l’enfant, de son humanité ».
La temporalité est la trame sur laquelle se tisse la relation éducative : enseigner, c’est « élargir l’espace du possible » (Le Passage du Témoin, p. 106) en greffant sur la durée courte et neuve de « l’espace d’expérience » d’un enfant une expérience millénaire, autrement dit une mémoire. Et plus la mémoire est profonde, plus l’espace du possible sera vaste. Cette dialectique entre la mémoire et la promesse, entre les racines et l’horizon, est au cœur de la relation éducative. Ce que Marguerite Léna nomme « l’acte de tradition » (ou de transmission) se situe exactement « à la jonction de cette nouveauté et de cette mémoire, de cette génération toute neuve (…) et de ces héritages du passé humain ». Les espaces de tradition qui permettent l’échange diachronique sont multiples, au premier rang desquels la famille, mais la philosophe fait porter plus particulièrement son attention sur l’école, « un des lieux de transmission les plus repérables dans l’espace social ». Et elle ajoute : « Il ne faut donc pas s’étonner qu’elle soit aussi un de ceux où retentissent avec le plus de vacarme les difficultés, à la fois conjoncturelles et structurelles, du geste de transmettre ». 
C’est la métaphore de la greffe qui permet de penser la relation éducative, relation asymétrique entre deux temporalités ou deux mémoires : « L’enfant qui entre en Cours Préparatoire a, du haut de ses six ans, un espace d’expérience très mince ; l’école va greffer sur cette courte durée une expérience millénaire : ses instituteurs se font pour lui les contemporains des découvertes et des inventions les plus anciennes de l’humanité : lire, écrire, calculer… En mettant au rythme de l’enfant ces héritages immémoriaux, ils deviennent des passeurs entre deux échelles totalement hétérogènes. Cette greffe d’une mémoire longue sur la mémoire courte de l’enfant vient contester, relativiser, féconder l’expérience immédiate qu’il peut avoir du monde et de lui-même ».

## Publications
- Honneur aux maîtres, Paris, Critérion, 1991.
- Le passage du témoin : éduquer, enseigner, évangéliser, Saint-Maur, Parole et Silence, 1999.
- L'esprit de l'éducation, Paris, Fayard, 1981 ; rééd. Desclée, 1991 ; Parole et Silence, 2004.
- Collectif, La Lettre de l'esprit, Mélanges offerts à Michel Sales, Parole et Silence, 2005.
- Collectif, Lettre aux catholiques troublés, Bayard, 2009.
- Une plus secrète lumière : méditations pour l'année liturgique, Lethielleux, 2010.
- Patience de l'avenir : petite philosophie théologale, Bruxelles, Lessius, 2012.
- Colette Kessler, le passage de la gloire, préface de Jean-Marc Aveline, Chemins de dialogue, 2015 (Recension, sur le site de l'Institut catholique de la Méditerranée).